# Klopsteen

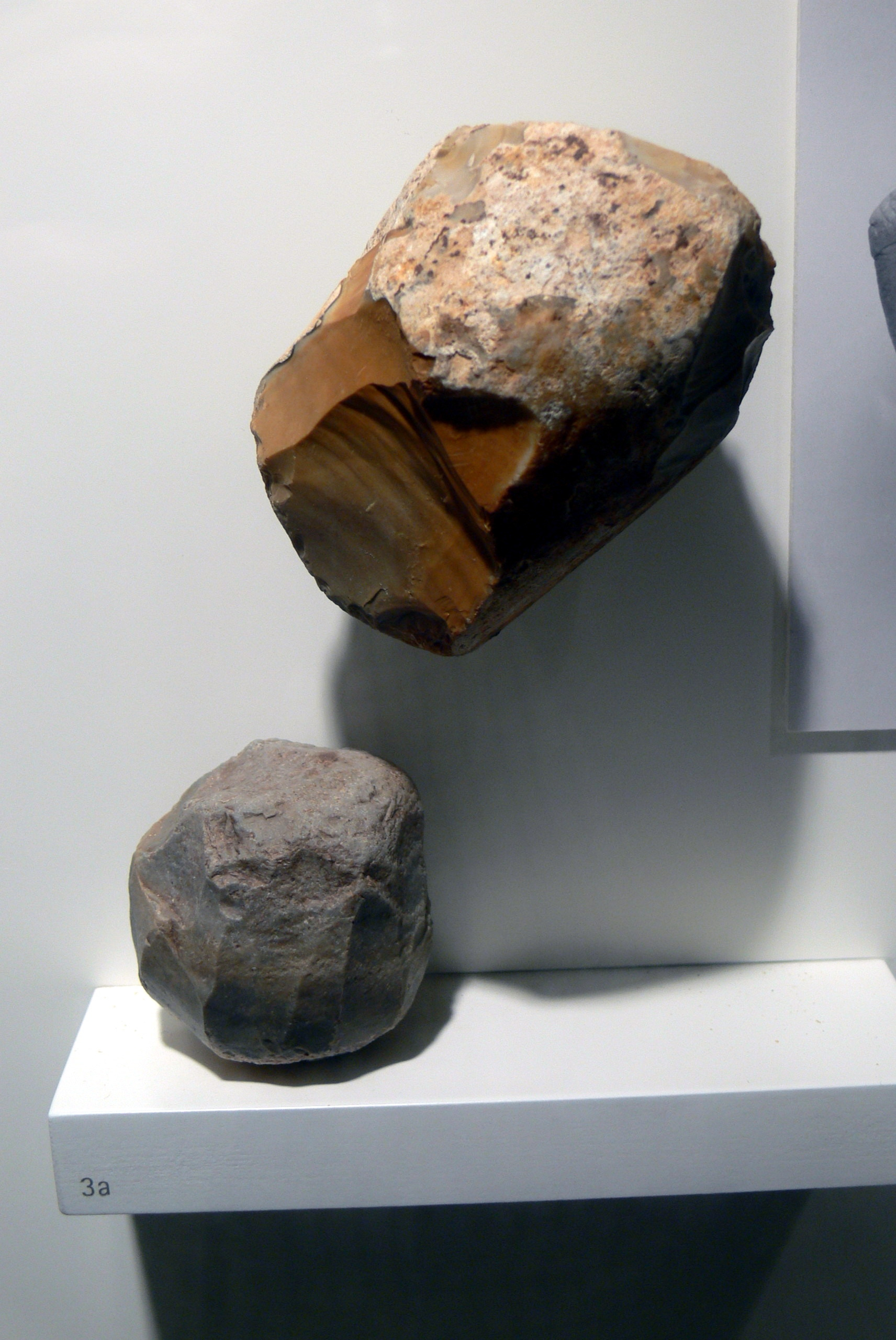
Klopsteen en vuursteenkern

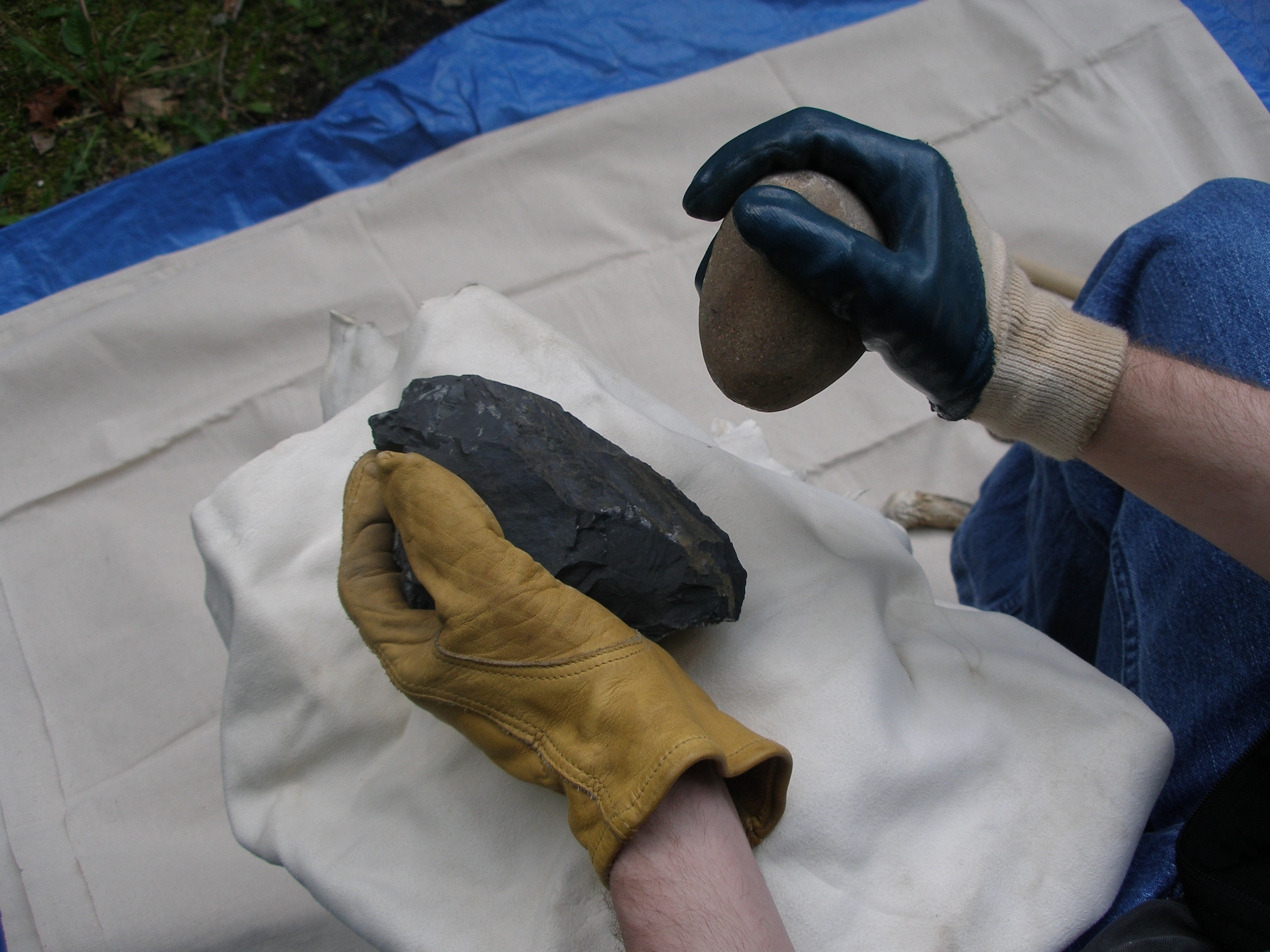
Bewerking met een klopsteen

Een klopsteen, hamersteen, klopper of percuteur is een stuk handgereedschap uit het stenen tijdperk.
Het betreft een rondachtige steen die van uiteenlopende materalen gemaakt kan zijn, en die door de vuursteenbewerker werd gebruikt om stenen werktuigen te vervaardigen. Ook andere voorwerpen van hout, steen of been konden hiermee worden bewerkt. Ook konden hiermee harde stoffen worden vermalen.